# Kokora
Kokora (Duits: Kockora) is een plaats in de Estlandse gemeente Peipsiääre, provincie Tartumaa. De plaats heeft de status van dorp (Estisch: küla).
Tot in oktober 2017 hoorde Kokora bij de gemeente Alatskivi. In die maand werd Alatskivi bij de gemeente Peipsiääre gevoegd.

## Bevolking
Het dorp had 77 inwoners op 31 december 2011 en 70 inwoners op 31 december 2021.

## Ligging
Kokora ligt ca. 6,5 km van het Peipusmeer vandaan. De rivieren Alatskivi en Haavakivi lopen door het dorp.

## Geschiedenis
Kokora werd voor het eerst genoemd in 1443 als dorp Kockenarwe. Het dorp diende tevens als vesting (Duits: Hakelwerk) en viel onder het kerspel Koddafer (Kodavere). In 1582 heette het dorp Keker, in 1585 Keukor, in 1592 Kakar. In 1627 viel het onder de naam Koekkera onder het landgoed van Allatzkiwwi (Alatskivi). De Duitse naam Kockora was in gebruik vanaf 1684. In 1734 werd Kockora een zelfstandig landgoed. Het dorp verdween. Martha von Rathlef was de laatste eigenaar voor het landgoed in 1919 door het onafhankelijk geworden Estland werd onteigend.
Het landhuis van het landgoed dateert uit het begin van de 19e eeuw. Het is bewaard gebleven, maar heeft wel ingrijpende verbouwingen ondergaan. Het is in particuliere handen. Van de bijgebouwen is weinig over.
In 1921 ontstond er weer een nederzetting op het gebied van het voormalige landgoed, die in 1977 de status van dorp kreeg.
Vanaf 1909 bestond er een aparte gemeente Kokora, die in 1939 opging in de gemeente Alatskivi.